# Tabura Şehîd Nubar Ozanyan
Die Tabura Şehîd Nubar Ozanyan (deutsch Märtyrer-Nubar-Ozanyan-Brigade, armenisch Նահատակ Նուպար Օզանեան Գումարտակ, arabisch طابور الشهيد نوبار اوزانيان Tābūr asch-Schahīd Nūbār Awzānyan) ist eine armenische Militärorganisation in Syrien, ein Teil der Demokratischen Kräfte Syriens. Sie wurde am 24. April 2019, dem 104. Jahrestag des armenischen Genozids, in der Marziya-Kirche in Tell Goran gegründet.
Sie ist nach Nubar Ozanyan benannt, einem in der Türkei geborenen armenischen marxistisch-leninistischen Revolutionär, der der Kommandant von TİKKO, dem militanten Flügel der Türkiye Komünist Partisi/Marksist-Leninist (TKP-ML), während der Schlacht um ar-Raqqa war, in der er auch im Kampf getötet wurde.
Sie erklärte, dass ihre Ziele darin bestehen, das armenische Volk, die Sprache und Kultur sowie alle Völker der Rojava vor dem IS und dem türkischen Staat zu verteidigen, den sie als "derzeitigen Vertreter des faschistischen Komitees für Einheit und Fortschritt" bezeichnete.
Am 14. August 2019 hielten Tabura Şehîd Nubar Ozanyan und die TKP-ML eine gemeinsame Zeremonie zum Gedenken an den zweiten Jahrestag des Todes von Ozanyan während der Schlacht von Raqqa ab, an der Vertreter mehrerer SDF-Milizen und türkischer kommunistischer Rebellengruppen teilnahmen.